# Stefano Rebonato
Stefano Rebonato (Verona, 31 maggio 1962) è un ex calciatore italiano, di ruolo attaccante.

## Carriera
Centravanti cresciuto nelle giovanili del Verona, squadra della sua città, In prima squadra colleziona 6 presenze in Serie B nella stagione 1980-1981, ceduto in prestito alla Rondinella prende parte a 33 partite, segnando 8 gol, contribuendo alla promozione della squadra di Firenze in serie C/1, quindi disputa una stagione fra i cadetti in prestito alla Cremonese, nel 1983 viene acquistato dal Pescara. Con gli abruzzesi disputa un campionato di B, quindi viene ceduto in prestito al Campobasso, sempre fra i cadetti, per poi rientrare coi biancazzurri nel 1985, senza mai riuscire, fino al 1986, ad andare in doppia cifra come reti realizzate.

Rebonato (in piedi, primo da destra) nella Fiorentina 1987-1988

Nella stagione 1986-1987 invece si impone come protagonista assoluto, diventando capocannoniere del campionato di Serie B segnando 21 gol, nessuno su rigore (massimo numero di reti segnate da un calciatore in B dai tempi di Paolo Rossi col Lanerossi Vicenza) contribuendo in prima persona alla vittoria del campionato e alla conseguente terza promozione in Serie A del Pescara nella sua storia. Nel corso di quella magica stagione (raccontata nel libro 'Poveri ma belli, il Pescara di Galeone dalla polvere al sogno ') viene anche convocato da Dino Zoff nella Nazionale Olimpica, pur senza avere la soddisfazione di scendere in campo.
La stagione successiva viene acquistato dalla Fiorentina in Serie A, dove fatica a trovare spazio e sigla 2 sole reti (alla Juventus e alla Roma). A fine stagione viene pertanto ceduto al Catanzaro, dove disputa due stagioni fra i cadetti piuttosto contraddittorie: discreta la prima, negativa la seconda nella quale non realizza nessuna rete e i calabresi chiudono il torneo all'ultimo posto. Chiude quindi la carriera professionistica con due stagioni al Mantova in Serie C. Le sue ultime stagione agonistiche, in forza prima al Treviso e poi nella Sinalunghese, si svolgono infatti tra i dilettanti.
Ha complessivamente totalizzato 187 presenze e 43 reti in Serie B oltre a 17 incontri (con 2 gol) in Serie A.

## Palmarès

### Club

#### Competizioni nazionali
- Campionato italiano di Serie B: 1

Pescara: 1986-1987
- Coppa Italia Dilettanti: 1

Treviso: 1992-1993

### Individuale
- Capocannoniere della Serie B: 1

1986-1987 (21 reti)